# Excés cognitiu
L'excés cognitiu és el concepte que engloba la nova postura de la societat en els mitjans de comunicació, on cada cop més les persones es dediquen a produir continguts i a dedicar-hi més temps dins d'espais colaboratius, ja sigui a la xarxa, a la televisió, a la premsa, a la ràdio, etc. El concepte d'excés cognitiu sorgeix del llibre Cognitive Surplus de Clay Shirky el 2010.